# Cassiano Ricardo
Cassiano Ricardo Leite (São José dos Campos, 26 de julho de 1895 — Rio de Janeiro, 14 de janeiro de 1974) foi um jornalista, poeta e ensaísta brasileiro.
Representante do modernismo de tendências nacionalistas, esteve associado aos grupos Verde-Amarelo e da Anta, foi o fundador do grupo da Bandeira, reação de cunho social-democrata a estes grupos, tendo, sua obra se transformado até o final, evoluindo formalmente de acordo com as novas tendências dos anos de 1950 e tendo participação no movimento da poesia concreta.
Pertenceu às academias paulista e brasileira de letras.

## Biografia e produção poética
Formou-se em direito no Rio de Janeiro, em 1917. Rumando para São Paulo, trabalhou como jornalista em diversas publicações, e chegou a fundar alguns jornais. Aproximou-se de Menotti Del Picchia e Plínio Salgado, à época da Semana de Arte Moderna de 1922. Em 1924 fundou A Novíssima, revista modernista. Em 1928 publicou Martim Cererê, importante experiência modernista primitivista-nacionalista na linha mitológica de Macunaíma (de Mário de Andrade) e Cobra Norato (de Raul Bopp).
Afastando-se das ideias de Plínio Salgado, Cassiano Ricardo funda com Menotti del Picchia o grupo da Bandeira, em 1937 Neste ano ainda foi eleito para a cadeira número 31 da Academia Brasileira de Letras, sendo o segundo modernista aceito na instituição (o primeiro havia sido Guilherme de Almeida, que foi encarregado de recebê-lo).
Em 1950 foi eleito presidente do Clube da Poesia de São Paulo, e entre 1953 e 1954 foi chefe do Escritório Comercial do Brasil em Paris, vindo a ocupar outros cargos públicos nos anos seguintes.
Sua obra passa por diversos momentos; inicialmente apresenta-se presa ao Parnasianismo e ao Simbolismo. Com a fase modernista, explora temas nacionalistas e depois restringe-se mais, louvando a epopeia bandeirante, detendo-se, em seguida, em temas mais intimistas, cotidianos, ou mais próximos da realidade observável.
A partir da década de 1950, já no período daquelas tendências que têm sido chamadas por alguns críticos de segunda vanguarda, aproximando-se do grupo concretista das revistas Noigandres e Invenção, mostra claramente o seu espírito, desde sempre, vanguardista. Em Jeremias sem-chorar, de 1964, Cassiano Ricardo mostra sua grande capacidade de reciclar-se, produzindo poemas tipográficos e visuais, sempre utilizando-se das possibilidades espaciais da página escrita, sem perder suas próprias características. Nas palavras do poeta, na introdução do livro, "Situa-se o poeta numa linha geral de vanguarda, na problemática da poesia de hoje, mas as suas soluções são nitidamente pessoais".

## Detalhes sobre sua participação em grupos e movimentos
Cassiano Ricardo declarou que, o verde-amarelismo, tendo resultado no Integralismo, não haveria mais nada a dizer-se a respeito. Eis aí uma causa de seu afastamento do verde-amarelismo e do grupo da Anta.
Quando foi um dos editores da revista concretista "Invenção", sofria uma certa rejeição do grande grupo, por sua oposição, no passado, a Oswald de Andrade. Além disso, Cassiano considerava, compreensivelmente, em função das diferenças de fundo entre a poesia concreta e a sua, os poetas concretistas "radicais demais". Estes desacordos levaram ao seu afastamento do grupo.

## Homenagens
Na cidade de São Paulo, no bairro do Tatuapé, existe uma biblioteca que homenageia o escritor Cassiano Ricardo. Fundada em 1952 e administrada pela Prefeitura de São Paulo, a instituição passou a se chamar Biblioteca Pública Cassiano Ricardo em janeiro de 2008, por meio do Decreto nº 49.172. Posteriormente, em dezembro de 2016, teve sua denominação atualizada para Biblioteca Pública Municipal Cassiano Ricardo, conforme o Decreto nº 57.528.
Desde 1967, por lei municipal, é comemorado em outubro a Semana Cassiano Ricardo em São José dos Campos, cidade natal do poeta.

## Obras
- Dentro da noite (1915)
- A Flauta de Pan (1917)
- Jardim das Hespérides (1920)
- A mentirosa de olhos verdes (1924)
- Vamos caçar papagaios (1926)
- Borrões de verde e amarelo (1927)
- Martim Cererê (1928)
- Deixa estar, jacaré (1931)
- Canções da minha ternura (1930)
- Marcha para Oeste (1940)
- O sangue das horas (1943)
- Um dia depois do outro (1947)
- Poemas murais (1950)
- A face perdida (1950)
- O arranha-céu de vidro (1956)
- João Torto e a fábula (1956)
- Poesias completas (1957)
- Montanha russa (1960)
- A difícil manhã (1960)
- Jeremias sem-chorar (1964)
- Os sobreviventes (1971)

### Ensaio
- O Brasil no original (1936);
- O negro da bandeira (1938);
- A Academia e a poesia moderna (1939);
- Marcha para Oeste (1940);
- A poesia na técnica do romance (1953);
- O tratado de Petrópolis (1954);
- Pequeno ensaio de bandeirologia (1959);
- 22 e a poesia de hoje (1962);
- Algumas reflexões sobre a poética de vanguarda (1964);
- O indianismo de Gonçalves Dias (1964).